# Andreas Deinhard

Andreas Deinhard

Andreas Friedrich Deinhard (* 30. November 1845 in Deidesheim; † 28. Mai 1907 ebenda) war ein deutscher Politiker und Weingutsbesitzer in der pfälzischen Kleinstadt Deidesheim.

## Familie
Dr. phil. Andreas Deinhard war der Sohn von Friedrich Deinhard (1812–1871), dem Gründer des Weinguts von Winning in Deidesheim und dessen Frau Margarete Jordan (1816–1889), der Tochter des Deidesheimers Bürgermeisters Andreas Jordan. Vater Friedrich Deinhard war der Sohn von Johann Friedrich Deinhard, dem Gründer der Weingroßhandlung Deinhard in Koblenz, die noch heute als Sektgut besteht.

## Leben
Nach dem Tod seines Vaters 1871 übernahm Deinhard das väterliche Gut. Durch Aufenthalte in Frankreich erwarb er sich auf dem Feld des Weinbaus große Fachkenntnis.
Deinhard war Ausschussmitglied bei der Gründung des Deutschen Weinbauvereins 1874 und von 1899 bis 1907 dessen Vizepräsident. In seiner Heimatstadt Deidesheim hatte er einen Sitz im Stadtrat inne. Als Angehöriger der Nationalliberalen Partei hatte er auch Mandate verschiedenen Parlamenten wie dem Distriktsrat Dürkheim und der Kammer der Abgeordneten des Königreichs Bayern (1881–1904) als Vertreter für den Wahlkreis Neustadt an der Haardt (heute Neustadt an der Weinstraße).
In der zehnten Legislaturperiode des Reichstags (1898–1903) hatte Deinhard auch dort ein Mandat (für den Reichstagswahlkreis Pfalz (Bayern) 2); dabei fungierte er als zweiter Vorsitzender der Reichstagsfraktion der Nationalliberalen Partei und arbeitete am Weingesetz von 1901 mit, das die Kellerkontrolle einführte.
Deinhard starb am 28. Mai 1907 an einer Lungenlähmung. Sein Weingut ging in den Besitz von Leopold von Winning über, den Ehemann von Deinhards Tochter Emma.